# Ocotea monzonensis
Ocotea monzonensis är en lagerväxtart som beskrevs av Carl Christian Mez. Ocotea monzonensis ingår i släktet Ocotea och familjen lagerväxter. Inga underarter finns listade i Catalogue of Life.